# Хрусциньский, Матеуш
Матеуш Хрусциньский (пол. Mateusz Chruściński; род. 29 ноября 1987 года в Катовице, Польша) — польский фигурист, выступающий в парном катании. С Йоанной Сулей он двукратный чемпион Польши (2009 и 2010 годы). Кроме того, он соревнуясь в одиночном разряде дважды выигрывал юниорский чемпионат страны, а на «взрослом» чемпионате в 2007 году был вторым.
До 2010 года тренировался у своей матери Ивоны Мыдляж-Хрусциньской, а сейчас работает у Олега Васильева. Младший брат, Радослав Хрусциньский, также выступает в парном катании.

## Карьера
Начал заниматься фигурным катанием в 5 лет. До 2008 года выступал в одиночном разряде и имел определённые успехи. Он дважды выигрывал национальный юниорский чемпионат и на «взрослом» чемпионате 2007 года был вторым. Представлял в 2007 году Польшу на Универсиаде.
В марте 2008 года сменил дисциплину и встал в пару с Йоанной Сулей, так же бывшей одиночницей. В сентябре 2009 года, заняв на турнире «Nebelhorn Trophy» 10-е место, они завоевали для Польши одну лицензию в парном катании на зимние Олимпийские игры в Ванкувере. На Играх были 18-ми, а на последовавшем чемпионате мира 15-ми.
В сезоне 2010—2011 пара с Сулей распалась, хотя они и приняли участие в одном турнире («Nebelhorn Trophy» — 6-е место). Новой партнёршей Матеуша стала бывшая российская одиночница Александра Панфилова, а тренироваться они начали у Олега Васильева. Эта пара участия в международных соревнованиях не принимала и распалась к 2012 году.

## Спортивные достижения

### Результаты в парном катании
(с Й.Сулей)
| Соревнования                              | 2008—2009 | 2009—2010 | 2010—2011 |
| ----------------------------------------- | --------- | --------- | --------- |
| Зимние Олимпийские игры                   |           | 18        |           |
| Чемпионаты мира                           | 19        | 15        |           |
| Чемпионаты Европы                         | 15        | 14        |           |
| Чемпионаты Польши                         | 1         | 1         |           |
| Nebelhorn Trophy                          |           | 10        | 6         |
| Этапы юниорского Гран-при, Великобритания | 14        |           |           |

### Результаты в одиночном катании
| Соревнования                        | 2002—2003 | 2003—2004 | 2004—2005 | 2005—2006 | 2006—2007 | 2007—2008 |
| ----------------------------------- | --------- | --------- | --------- | --------- | --------- | --------- |
| Чемпионаты мира среди юниоров       |           |           |           | 22        |           |           |
| Чемпионаты Польши                   |           |           |           |           | 2         | 4         |
| Чемпионаты Польши среди юниоров     | 1         | 2         | 2         | 1         | 2         |           |
| Золотой конёк Загреба               |           |           |           |           |           | 19        |
| Coupe de Nice                       |           |           |           |           | 9th       | 10        |
| Merano Cup                          |           |           |           |           |           | 3         |
| Мемориал Ондрея Непелы              |           |           |           |           |           | 15        |
| Зимние Универсиады                  |           |           |           |           | 14        |           |
| Этапы юниорского Гран-при, Чехия    |           |           |           |           | 15        |           |
| Этапы юниорского Гран-при, Норвегия |           |           |           |           | 19        |           |
| Этапы юниорского Гран-при, Польша   |           |           |           | 20        |           |           |
| Этапы юниорского Гран-при, Болгария |           |           |           | 12        |           |           |
| Этапы юниорского Гран-при, Румыния  |           |           | 11        |           |           |           |
| Этапы юниорского Гран-при, Венгрия  |           |           | 23        |           |           |           |

- J = юниорский уровень